# The Book of Boba Fett
The Book of Boba Fett (nota anche come Star Wars: The Book of Boba Fett) è una miniserie televisiva statunitense ideata da Jon Favreau e prodotta da Lucasfilm. È stata distribuita sulla piattaforma streaming Disney+ dal 29 dicembre 2021 al 9 febbraio 2022.
È la seconda serie televisiva live action ambientata nell'universo di Guerre stellari, nonché spin-off della prima, The Mandalorian. La narrazione si svolge cinque anni dopo le vicende narrate nel film Il ritorno dello Jedi, nonché dopo la seconda stagione di The Mandalorian, e 25 anni prima di quelle de Il risveglio della Forza. Il protagonista è Boba Fett, un ex cacciatore di taglie mandaloriano, che vuole affermarsi come nuovo signore del crimine di Mos Espa.
La miniserie, composta da sette episodi, è stata accolta con recensioni contrastanti dalla critica e dal pubblico.

## Trama
Sulle sabbie di Tatooine, il cacciatore di taglie Boba Fett, insieme alla mercenaria Fennec Shand, naviga negli inferi della Galassia e combatte per conquistare il vecchio territorio di Jabba the Hutt. All'interno della sua capsula curativa, solo con i suoi ricordi, Boba Fett rivive le esperienze passate, dalla fuga dallo stomaco del Sarlacc alla lotta per la sopravvivenza e all'unione ad una tribù di predoni Tusken.

## Episodi
| nº | Titolo originale                            | Titolo italiano                          | Pubblicazione    |
| -- | ------------------------------------------- | ---------------------------------------- | ---------------- |
| 1  | Chapter 1: Stranger in a Strange Land       | Capitolo 1: Straniero in terra straniera | 29 dicembre 2021 |
| 2  | Chapter 2: The Tribes of Tatooine           | Capitolo 2: Le tribù di Tatooine         | 5 gennaio 2022   |
| 3  | Chapter 3: The Streets of Mos Espa          | Capitolo 3: Le strade di Mos Espa        | 12 gennaio 2022  |
| 4  | Chapter 4: The Gathering Storm              | Capitolo 4: La tempesta incombe          | 19 gennaio 2022  |
| 5  | Chapter 5: Return of the Mandalorian        | Capitolo 5: Il ritorno del Mandaloriano  | 26 gennaio 2022  |
| 6  | Chapter 6: From the Desert Comes a Stranger | Capitolo 6: Dal deserto uno sconosciuto  | 2 febbraio 2022  |
| 7  | Chapter 7: In the Name of Honor             | Capitolo 7: In nome dell'onore           | 9 febbraio 2022  |

Il settimo capitolo è un lungometraggio di 64 min.

### Capitolo 1: Straniero in terra straniera
- Titolo originale: Chapter 1: Stranger in a Strange Land.
- Diretta da: Robert Rodriguez.
- Scritta da: Jon Favreau.

Trama

Garsa Fwip e Boba Fett in una scena della puntata

Boba Fett, addormentato in una capsula curativa di bacta, ricorda ciò che gli è accaduto successivamente alla sua caduta nel sarlacc: la fuga dal suo ventre, il furto della sua corazza da parte dei jawa e la sua cattura come schiavo di una tribù di predoni tusken. Lui e un altro prigioniero rodiano vengono costretti a scavare nella sabbia per trovare dei meloni neri, ma vengono attaccati da una grossa creatura della sabbia che uccide il rodiano. Fett riesce però ad ucciderla, salvando un giovane tusken ed ottenendo così il rispetto del capo della tribù.
Nel presente (cinque anni dopo gli avvenimenti dei tusken), Boba, insieme a Fennec Shand, ha preso il controllo dell'impero criminale di Jabba the Hutt su Tatooine. Fett riceve dei tributi da parte degli abitanti di Mos Espa e ottiene la fedeltà delle due guardie gamorreane che avevano servito in precedenza Jabba the Hutt e Bib Fortuna, ucciso dallo stesso Boba. Dopo aver riscosso il tributo da parte di Garsa Fwip, la proprietaria di una cantina in città, Boba e Fennec vengono aggrediti da alcuni guerrieri armati di scudo. I due vengono salvati grazie all'intervento dei due gamorreani, che riescono a mettere in fuga gli aggressori e riportare un debilitato Boba alla sua capsula, mentre Fennec riesce a catturare vivo uno degli aggressori.
- Durata: 38 minuti
- Interpreti comprimari: Matt Berry (Voce originale di 8D8), David Pasquesi (Maggiordomo di Mok Shaiz), Jennifer Beals (Garsa Fwip).
- Guest star: Daniel Logan (Boba Fett da giovane), Wesley Kimmel (Ragazzo tusken), Xavier Jimenez (Capo tusken), Joanna Bennett (Guerriera tusken), Dawn Dinniger (Prigioniero rodiano), Barry Lowin (Garfalaquox), Robert Rodriguez (Voce originale di Dokk Strassi), Frank Trigg (Guardia gamorreana 1), Collin Hymes (Guardia gamorreana 2), Marlon Aquino (Cameriere twi'lek 1), Andrea Bartlow (Cameriere twi'lek 2).

### Capitolo 2: Le tribù di Tatooine
- Titolo originale: Chapter 2: The Tribes of Tatooine
- Diretta da: Steph Green
- Scritta da: Jon Favreau

Trama
Nel presente, Boba e Fennec Shand interrogano l'aggressore, il quale confessa di essere stato mandato dal sindaco di Mos Espa, Mok Shaiz. Quest'ultimo, ricevuta una visita da Boba, nega di essere coinvolto nell'aggressione, dona ai due del denaro per aver catturato l'aggressore e li invita a recarsi alla cantina per scoprire i veri mandanti. Recatisi da Garsa Fwip in cerca di risposte, Boba e Fennec vengono raggiunti dai gemelli della casata Hutt con il cacciatore di taglie wookie Krrsantan, i quali intendono riprendere con la forza il trono di Jabba, ora di Boba. Fett non è disposto a cedere ma neanche a combattere contro il guerriero al servizio degli Hutt. Questi se ne vanno, ma promettono a Boba che torneranno presto a reclamare il trono.
Nel passato, Fett affronta un addestramento con i Tusken sul loro stile di combattimento e sulle abilità di sopravvivenza nel deserto. I tusken vengono attaccati da un treno che trasportava spezie guidato da un gruppo di pyke, i quali sparano ai tusken, uccidendone alcuni. Quella sera, dopo il funerale, per vendicare i compagni caduti, Boba promette vendetta al capo dei Tusken: andrà alla ricerca dei criminali responsabili. Con il permesso del capo, Boba giunge in una locanda e uccide dei criminali Nikto che infastidivano una giovane coppia. Dopodiché, Boba prende i loro speeder e ritorna dai tusken. Boba mostra ad alcuni di loro come guidare gli speeder e il gruppo si prepara ad assaltare il treno al prossimo passaggio. Boba e i tusken riescono così a sequestrare il treno con la forza, nonostante alcuni compagni cadano nello scontro. I prigionieri pyke vengono liberati a patto che ad ogni futuro passaggio sulle terre dei tusken paghino un tributo. In segno di riconoscenza verso Boba, il capo dei tusken gli dona una lucertola psichedelica che lo guida nel deserto, dal quale torna rinato e con un ramo di legno. I tusken lo vestono e gli insegnano a trasformare il suo ramo in un bastone tusken. La sera stessa, Boba e i tusken ballano intorno al fuoco.
- Durata: 51 minuti
- Interpreti comprimari: Matt Berry (Voce originale di 8D8), David Pasquesi (Maggiordomo di Mok Shaiz), Jennifer Beals (Garsa Fwip), Carey Jones (Black Krrsantan).
- Guest star: Paul Darnell (Assassino del Vento Notturno), Frank Trigg (Guardia gamorreana 1), Colin Hymes (Guardia gamorreana 2), Galen Howard (Impiegato al municipio), Robert Rodriguez (Voce originale del sindaco Mok Shaiz), Marlon Aquino (Cameriere twi'lek 1), Andrea Bartlow (Cameriere twi'lek 2), Murphy Patrick Martin (Batterista), Joanna Bennett (Guerriera tusken), Wesley Kimmel (Ragazzo tusken), Xavier Jimenez (Capo tusken), Mandy Kowalski (Camie Marstrap), Skyler Bible (Laze "Fixer" Loneozner), Alfred Hsing (Viaggiatore pyke), Daniel Logan (Boba Fett da giovane).

### Capitolo 3: Le strade di Mos Espa
- Titolo originale: Chapter 3: The Streets of Mos Espa
- Diretta da: Robert Rodriguez
- Scritta da: Jon Favreau

Trama
Nel presente, Boba e Fennec ricevono la visita di Lortha Peel, un commerciante del distretto operaio di Mos Espa, al quale, dopo la morte di Bib Fortuna, è stata rubata dell'acqua che doveva rivendere. L'uomo chiede aiuto a Boba e Fennec affinché la ritrovino, sostenendo che i cittadini di Tatooine non lo rispettino ancora. Boba e Fennec trovano i ladri, dei ragazzi mercenari cyborg con degli speeder e, invece di punirli, li assoldano come guardie del corpo. Fett, poi, dice a Peel di ridurre i suoi prezzi sull'acqua. Al castello, il guerriero wookie al servizio degli Hutt, Black Krrsantan, attacca Boba, ma quest'ultimo viene salvato dai ragazzi mercenari, dalle guardie gamorreane e, infine, da Fennec, la quale intrappola il wookie nella cella interrata. Successivamente, Boba e Fennec ricevono una visita dai gemelli Hutt, i quali si scusano per aver mandato Krrsantan ad uccidere Boba, glielo offrono come tributo e gli donano un rancor, dicendo di essere intenzionati a lasciare Tatooine a causa delle interferenze del sindaco Mok Shaiz per il controllo del crimine a Mos Espa. Boba libera Krrsantan e inizia a conoscere il cucciolo di rancor con l'aiuto del suo guardiano. Boba e Fennec si recano poi al municipio, ma il sindaco non c'è; il maggiordomo tenta di fuggire, ma con l'aiuto dei ragazzi in speeder, viene catturato e confessa che il sindaco sta lavorando con i pyke. Con l'aiuto del mercenario Skad, Boba e Fennec scoprono che un numeroso gruppo di pyke è appena arrivato su Tatooine.
Nel passato, Boba si reca a Mos Eisley per parlare di affari con i pyke. Il capo pyke gli dice di non poter pagare il tributo dovuto per il passaggio sulle terre dei tusken sia a loro che ai criminali nikto. Boba promette di occuparsi di loro. Tornato all'accampamento, Boba scopre che i tusken sono stati uccisi dai nikto e le tende bruciate. Dopo aver cremato i loro corpi, Boba si allontana nel deserto in cerca di vendetta.
- Durata: 37 minuti
- Interpreti comprimari: Matt Berry (Voce originale di 8D8), Stephen Root (Lortha Peel), Sophie Thatcher (Drash), Jordan Bolger (Skad), Carey Jones (Black Krrsantan), Danny Trejo (Guardiano del rancor), David Pasquesi (Maggiordomo di Mok Shaiz).
- Guest star: Frank Trigg (Guardia gamorreana 1), Collin Hymes (Guardia gamorreana 2), Daniel Logan (Boba Fett da giovane), Xavier Jimenez (Capo tusken), Joanna Bennett (Guerriera tusken), Wesley Kimmel (Ragazzo tusken), Phil LaMarr (Voce originale del capo pyke), Murphy Patrick Martin (Batterista), Galen Howard (Impiegato al municipio).

### Capitolo 4: La tempesta incombe
- Titolo originale: Chapter 4: The Gathering Storm
- Diretta da: Kevin Tancharoen
- Scritta da: Jon Favreau

Trama
Nel passato, dopo lo sterminio dei tusken da parte dei criminali nikto, Boba vaga nel deserto a cavallo della sua bantha. Una notte nota degli strani bagliori nel cielo e, poco più tardi, trova il corpo ferito dell'assassina Fennec Shand. Riesce a salvarle la vita portandola da un modificatore di Mos Eisley che le impianta un supporto cibernetico vitale nell'addome. Per ricambiare il favore, la donna accetta di aiutare Boba a recuperare la sua nave cannoniera Slave I, la quale si trova nel palazzo di Jabba the Hutt, sotto il controllo del suo ex maggiordomo Bib Fortuna. Boba libera la sua bantha e, insieme a Fennec, entra nel castello per requisire la nave. Dopo aver affrontato le guardie del palazzo, i due riescono a fuggire a bordo della cannoniera. A questo punto, Boba decide di vendicarsi della morte dei tusken sterminando la banda criminale di nikto. Successivamente si dirige al pozzo del sarlacc che lo aveva inghiottito, sperando di trovarci la sua armatura: la bestia si risveglia aggrappando la nave con i suoi tentacoli, ma Fennec sgancia una bomba sismica nelle sue fauci, uccidendola. Boba si cala nel ventre del sarlacc nonostante sia pieno di acido, ma non vi trova nessuna armatura. Mentre i due riposano, Boba propone a Fennec di lavorare con lui nel nome della lealtà reciproca; lei accetta, seppur definendosi una "libera professionista".
Nel presente, dopo essere completamente guarito dalle ferite e aver reclutato l'ex gladiatore wookie Krrsantan, Boba convoca i rappresentanti delle famiglie di Mos Espa per proporre loro un'alleanza contro i pyke, i quali spadroneggiano su Tatooine grazie al traffico di spezia e il sostegno di ufficiali corrotti come il sindaco Shaiz. Tutti rifiutano l'alleanza, sostenendo che la situazione sia esclusivamente una faida personale tra Boba e i pyke. Boba decide di combattere comunque, non mostrando alcun rancore per il rifiuto delle famiglie, chiedendo loro però di rimanere neutrali. Mentre osservano i capi andarsene, Boba e Fennec discutono sull'eventualità di reclutare qualcuno che conoscono.
- Durata: 47 minuti
- Interpreti comprimari: Stephen "Thundercat" Bruner (Modificatore), Matt Berry (Voce originale di 8D8), Carey Jones (Black Krrsantan), Jennifer Beals (Garsa Fwip).
- Guest star: Marlon Aquino (Cameriere twi'lek 1), Andrea Bartlow (Cameriere twi'lek 2), Robert Rodriguez (Voce originale di Dokk Strassi), Phil LaMarr (Voce originale del capo klatooniano), Barry Lowin (Garfalaquox), Frank Trigg (Guardia gamorreana 1), Collin Hymes (Guardia gamorreana 2), Matthew Wood (Bib Fortuna).

### Capitolo 5: Il ritorno del Mandaloriano
- Titolo originale: Chapter 5: The Return of the Mandalorian
- Diretta da: Bryce Dallas Howard
- Scritta da: Jon Favreau

Trama
In una città nello spazio, il Mandaloriano Din Djarin rintraccia un macellaio ricercato. Din rintraccia il ricercato e, dopo un combattimento, lo uccide riscuotendone la taglia. In più, ottiene indicazioni su un nascondiglio mandaloriano. Nel nascondiglio trova l'Armaiola e Paz Vizsla, gli unici sopravvissuti della tribù. L'Armaiola ispeziona la Darksaber che ha vinto da Moff Gideon e racconta che chiunque conquisti la Darksaber in combattimento può diventare il sovrano di Mandalore anche se lo stesso è stato distrutto dall'Impero. L'Armaiola trasforma la lancia in beskar di Djarin in un regalo per Grogu dopo aver spiegato che il beskar è per le armature, non per le armi.
Paz Vizsla, un discendente del creatore della darksaber Tarre Vizla, per ottenerla duella con Djarin, il quale lo sconfigge, ma rivela di aver infranto il codice Mandaloriano togliendosi l'elmo. Privato quindi del suo titolo di Mandaloriano, Djarin parte su un cargo per Mos Eisley, per incontrare Peli Motto che possiede un vecchio caccia stellare N-1 in grado di sostituire la Razor Crest. Insieme, riparano e modificano l'astronave, dopodiché Djarin effettua un volo di prova. Dopo essere sfuggito alle autorità della Nuova Repubblica ed essere tornato all'hangar, Djarin incontra Fennec Shand, che gli chiede di lavorare per Fett. Djarin accetta di farlo, ma solo dopo aver visitato Grogu.
- Durata: 50 minuti
- Interpreti comprimari: Emily Swallow (Armaiola), Amy Sedaris (Peli Motto).
- Guest star: Ardeshir Radpour (Kaba Baiz), Helen Sadler (Voce originale del capo della gilda ishi tib), Arden Voyles (Bambino rodiano), Leilani Shiu (Jawa), Max Lloyd-Jones (Luogotenente Reed), Paul Sun-Hyung Lee (Capitano Carson Teva).
- Cameo: Jon Favreau (Voce originale di Paz Vizla).

### Capitolo 6: Dal deserto uno sconosciuto
- Titolo originale: Chapter 6: From the Desert Comes a Stranger
- Diretta da: Dave Filoni
- Scritta da: Jon Favreau e Dave Filoni

Trama
Il Mandaloriano Din Djarin arriva su un pacifico pianeta in visita al piccolo Grogu: scortato dal droide R2-D2 incontra la Jedi Ahsoka Tano, la quale lo informa che il piccolo sta bene ed è sotto l'addestramento del maestro Jedi Luke Skywalker. Tuttavia Ahsoka aggiunge che un incontro col bambino potrebbe risultare conflittuale per il bambino stesso, a causa del loro precedente legame; non potendo consegnargli di persona il regalo forgiato dall'Armaiola, lo affida ad Ahsoka per consegnarglielo. Djarin se ne va, non prima di aver visto da lontano che il bambino sta bene.
Di ritorno su Tatooine, incontra lo sceriffo Cobb Vanth e chiede il suo aiuto in sostegno di Boba Fett per la guerra contro i pyke. Lo sceriffo, che aveva già sventato un tentativo di traffico di spezia, inizialmente rifiuta, sostenendo di vivere in pace dopo l'uccisione del drago krayt, tuttavia invita gli abitanti di Mos Pelgo (adesso ribattezzata Freetown) a discutere la questione. Mentre il Mandaloriano se ne va, da lontano si avvicina uno tra i più spietati sicari di tutta la galassia per conto dei pyke, Cad Bane, che invita Vanth a rimanere neutrale. Vanth intima a Bane di andarsene ma prima di impugnare l'arma viene freddato insieme al vicesceriffo. Successivamente due pyke fanno esplodere una bomba nella cantina di Mos Espa.
Nel frattempo, Luke Skywalker allena Grogu nell'uso della Forza e lo aiuta a ricordare gli eventi dell'Ordine 66, in cui è stato tratto in salvo dal Tempio dei Jedi. Dopodiché lo invita a fare una scelta: continuare il suo addestramento o rivedere il suo vecchio amico Din Djarin. Luke apre il fazzoletto donato dal Mandaloriano e vi trova una piccola armatura in beskar, successivamente apre un cofanetto e prende la spada laser appartenuta al maestro Yoda. Grogu potrà scegliere solo uno dei due doni e dunque solo una delle due strade.
- Durata: 46 minuti
- Interpreti comprimari: Timothy Olyphant (Cobb Vanth), Rosario Dawson (Ahsoka Tano), Jordan Bolger (Skad), Sophie Thatcher (Drash), Carey Jones (Black Krrsantan), David Pasquesi (Maggiordomo di Mok Shaiz), Corey Burton (Voce originale di Cad Bane), Jennifer Beals (Garsa Fwip) e Mark Hamill (Luke Skywalker).
- Guest star: Frank Trigg (Guardia gamorreana 1), Collin Hymes (Guardia gamorreana 2), JJ Dashnaw (Vice sceriffo Scott), W. Earl Brown (Proprietario weequay), Karisma Shanel (Jo), Marlon Aquino (Cameriere twi'lek 1), Andrea Bartlow (Cameriere twi'lek 2).

### Capitolo 7: In nome dell'onore
- Titolo originale: Chapter 7: In the Name of Honor
- Diretta da: Robert Rodriguez
- Scritta da: Jon Favreau

Trama
Boba Fett, Fennec Shand, Din Djarin e il maggiordomo del sindaco Mok Shaiz si sono rintanati nelle rovine della cantina distrutta e cercano un modo di affrontare i pyke, mentre il wookie Krssantan e i ragazzi cyborg in speeder sorvegliano la situazione nelle strade e nelle periferie di Mos Espa. Cad Bane sopraggiunge da Fett, rivela che lo sceriffo Cobb Vanth è morto e che il precedente massacro dei tusken è stato in realtà opera dei Pyke, e gli intima di arrendersi. Fett non si arrende e Bane gli dichiara ufficialmente guerra. Intanto nelle strade avviene un fatto inaspettato: gli alleati di Fett subiscono un'imboscata da parte dei passanti che si sono uniti ai pyke.
Nel frattempo, la mercante Peli Motto, ignara del fatto, riceve la visita del piccolo Grogu, sopraggiunto a bordo dell'X-Wing di Luke Skywalker, segno che ha rifiutato l'addestramento Jedi per stare col suo amico Mandaloriano.
Durante la battaglia, mentre la situazione sembra volgere in favore di Fett e la sua squadra, grazie anche all'arrivo degli abitanti di Freetown, il gruppo è messo in difficoltà da due enormi droidi distruttori dotati di scudo deflettore. Mentre cercano una via di fuga, Fett cavalca il suo rancor e insieme a Djarin riesce a distruggere entrambi i droidi, grazie anche all'intervento di Grogu, che li indebolisce con l'uso della Forza.
Bane affronta Fett, mettendo in fuga il suo rancor e dimostrando di essere sempre più veloce di lui a sparare. Bane atterra Fett e togliendogli l'elmo lo umilia e gli intima di sottomettersi, ma quest'ultimo riesce a liberarsi usando il suo bastone gaffi e trafigge Bane a morte. Nel frattempo il rancor di Fett, spaventato dagli spari, si rivolta contro tutti. Djarin cerca di cavalcarlo per calmarlo ma il rancor scaraventa via il Mandaloriano e cerca di ucciderlo. Il piccolo Grogu lo salva addormentando il rancor con la Forza. Successivamente Fennec Shand si dirige nel covo dove si nascondono il sindaco di Mos Espa, il capo dei pyke e tutti gli altri capi alleati, e li uccide tutti. Il Sindacato Pyke è ufficialmente tagliato fuori da Tatooine.
Alla fine della battaglia, mentre il popolo di Mos Espa elogia Boba Fett, Din Djarin parte insieme a Grogu e lo diverte volando a velocità elevata.
In una scena post-titoli, si scopre che il corpo dello sceriffo Cobb Vanth è tenuto in una vasca di bacta, segno che è sopravvissuto allo scontro con Cad Bane. Lo stesso modificatore che ha operato su Shand è pronto a mettere un impianto cibernetico anche a lui.
- Durata: 64 minuti
- Interpreti comprimari: Sophie Thatcher (Drash), Jordan Bolger (Skad), Corey Burton (Voce originale di Cad Bane), Amy Sedaris (Peli Motto), David Pasquesi (Maggiordomo di Mok Shaiz), Carey Jones (Black Krrsantan), Matt Berry (Voce originale di 8D8).
- Guest star: Robert Rodriguez (Voce originale del sindaco Mok Shaiz e di Dokk Strassi), Phil LaMarr (Voce originale del capo pyke e del capo klatooniano), Frank Trigg (Guardia gamorreana 1), Collin Hymes (Guardia gamorreana 2), Barry Lowin (Garfalaquox), W. Earl Brown (Proprietario weequay), Karisma Shanel (Jo).

## Personaggi e interpreti

### Personaggi principali
- Boba Fett, interpretato da Temuera Morrison, doppiato da Roberto Pedicini. Finnegan Garay interpreta Boba Fett da bambino,[5] mentre Daniel Logan appare come Boba Fett da bambino attraverso filmati d'archivio dal film Star Wars: Episodio II - L'attacco dei cloni.[6] Morrison doppia anche un clone trooper durante un flashback avuto da Grogu in cui veniva emanato l'Ordine 66.[7]
È il nuovo "Daimyo" di Tatooine, era un cacciatore di taglie e figlio di Jango Fett.[8] Morrison ha affermato che la serie è stata un'opportunità per esplorare il passato del personaggio e mostrare cosa gli è successo tra gli eventi de Il ritorno dello Jedi e la seconda stagione di The Mandalorian.[9] La serie si è concentrata sul "tipo di violenza ribollente" di Fett e sul suo desiderio di vendetta, sulla sua solitudine causata in giovane età nel vedere suo padre morire. Questo fa sì che trovi una nuova famiglia in una tribù di predoni Tusken.[10]
- Fennec Shand, interpretata da Ming-Na Wen, doppiata da Laura Lenghi.
Una mercenaria d'élite e assassina professionista che si mette al servizio di Boba Fett dopo che le ha salvato la vita.[8]
- Din Djarin / Il Mandaloriano, interpretato da Pedro Pascal, doppiato da Andrea Mete. Un cacciatore di taglie, protagonista di The Mandalorian, mandaloriano solitario che era stato precedentemente aiutato da Fett e Shand.[11]

### Personaggi ricorrenti
Gli interpreti dei seguenti personaggi sono stati accreditati come comprimari (co-starring) nei titoli di coda di almeno due puntate della miniserie.
- 8D8, doppiato da Matt Berry in lingua originale e da Andrea Checchi in lingua italiana.
Un droide da tortura al servizio di Boba Fett.[12][13]
- Il maggiordomo Twi'lew del sindaco Mok Shaiz di Mos Espa, interpretato da David Pasquesi, doppiato da Antonio Palumbo.[13]
- Garsa Fwip, interpretata da Jennifer Beals, doppiata da Anna Cugini.
Madame Garsa Fwip è una twi'lek proprietaria della cantina Sanctuary di Mos Espa.[13]
- Krrsantan, interpretato da Carey Jones.
Un cacciatore di taglie wookiee ed ex gladiatore, che ha lavorato per i gemelli, cugini di Jabba the Hutt, prima di essere assunto da Fett.[14]
- Drash, interpretata da Sophie Thatcher, doppiata da Roisin Nicosia.
Un membro del gruppo di cyborg che si schiera con Fett.[15]
- Skad, interpretato da Jordan Bolger, doppiato da Francesco Leonardo Fabbri.
Un membro del gruppo di cyborg che si schiera con Fett.[15]

### Personaggi secondari
Gli interpreti dei seguenti personaggi sono stati accreditati come comprimari (co-starring) ed appaiono in un sola  puntata in cui hanno un ruolo significativo.
- Lortha Peel, interpretato da Stephen Root, doppiato da Stefano Alessandroni. Un commerciante d'acqua nel distretto dei lavoratori di Mos Espa.[15]
- Allenatore del Rancor di Fett, interpretato da Danny Trejo, doppiato da Dario Oppido.[15]
- Artista di Mos Eisley, interpretato da Stephen "Thundercat" Bruner. Salva la vita di Fennec Shand sostituendo alcune delle sue parti con componenti cibernetiche.[16]
- Armaiola, interpretata da Emily Swallow, doppiata da Francesca Fiorentini. Un'armaiola Mandaloriana che era a capo di una tribù.[11]
- Peli Motto, interpretata da Amy Sedaris, doppiata da Giò Giò Rapattoni. Un'irascibile addetta alla baia di attracco e meccanica navale su Tatooine.[11]
- Cobb Vanth, interpretato da Timothy Olyphant, doppiato da Andrea Lavagnino. Lo sceriffo della città di Mos Pelgo, ora Freetown.[17]
- Ahsoka Tano, interpretata da Rosario Dawson, doppiata da Laura Romano. Una togruta ed ex padawan Jedi di Anakin Skywalker.[17]
- Cad Bane, interpretato da Dorian Kingi, doppiato in lingua originale da Corey Burton, doppiato in italiano da Rodolfo Bianchi. Uno spietato e famigerato cacciatore di taglie di razza Duros al servizio del Sindacato Pyke.[17]
- Luke Skywalker interpretato da Mark Hamill (aspetto) e da Graham Hamilton (attore sul set), doppiato in italiano da Dimitri Winter. Un maestro Jedi figlio di Anakin Skywalker.[17] Come per la sua apparizione in The Mandalorian, è stato in gran parte creato attraverso effetti visivi e parole sintetizzate basate su immagini di riferimento e registrazioni di Hamill.[18]

### Altri personaggi
Inoltre, il regista Robert Rodriguez dà la voce al boss del crimine di Trandosha Dokk Strassi (interpretato fisicamente da Stephen Oyoung e doppiato da Ludovico Versino) e al sindaco itoriano di Mos Espa, Mok Shaiz (doppiato da Jacopo Venturiero).
Frank Trigg e Collin Hymes interpretano le due guardie gamorreane al servizio di Fett.
Mandy Kowalski e Skyler Bible appaiono rispettivamente nei ruoli di Camie Marstrap e Laze "Fixer" Loneozner, personaggi originariamente interpretati da Koo Stark e Anthony Forrest in una scena eliminata da Una nuova speranza.
Paul Sun-Hyung Lee e Jon Favreau riprendono i loro ruoli da The Mandalorian rispettivamente come pilota Carson Teva (doppiato da Domenico Strati) e come voce di Paz Vizsla (interpretato da Tait Fletcher).
Max Lloyd-Jones, sostituto di Luke Skywalker in The Mandalorian, appare come il tenente Reed.
W. Earl Brown riprende anche il ruolo di Taanti, proprietario Weequay a Freetown.
Ritorna da The Mandalorian anche Grogu, un giovane membro sensibile alla Forza della specie di Yoda che era stato precedentemente sorvegliato da Djarin, ritorna anche il droide di Skywalker R2-D2.
Sam Witwer, il doppiatore di Darth Maul nei precedenti film di Guerre stellari, fornisce la voce non accreditata di un prigioniero rodiano, mentre il famoso doppiatore di contenuti di Guerre stellari Stephen Stanton fornisce la voce non accreditata di un viaggiatore Pyke con Alfred Hsin che lo interpreta.
Phil LaMarr fornisce la voce per il boss Pyke e il boss klatooiniano, e Will Kirby fa un cameo nei panni di Karales, un ex cacciatore di taglie al Sanctuary.

## Produzione

### Genesi
L'amministratore delegato della Disney, Bob Iger, annunciò nel febbraio 2013 che la Lucasfilm stava sviluppando diversi film spin-off indipendenti della saga di Guerre stellari. Tra questi, si disse che uno sarebbe stato incentrato sul personaggio del cacciatore di taglie Boba Fett, con una storia che si sarebbe svolta tra i film Guerre stellari e L'Impero colpisce ancora o tra L'Impero colpisce ancora e Il ritorno dello Jedi. Si diceva che il film avrebbe anche esplorato gli altri cacciatori di taglie visti ne L'Impero colpisce ancora. All'inizio del 2014, Simon Kinberg contattò il regista Josh Trank per la realizzazione di un film su Guerre stellari, e Trank propose un film su Boba Fett alla Lucasfilm. Trank fu quindi assunto per dirigere il film nel giugno dello stesso anno. L'intenzione era di annunciare il progetto e mostrare un teaser alla Star Wars Celebration Anaheim nell'aprile 2015, ma queste pianificazioni furono cancellate all'ultimo minuto dopo che la Lucasfilm venne a conoscenza della travagliata produzione che aveva afflitto il film di Trank, Fantastic 4 - I Fantastici Quattro. Nel maggio 2015, Trank non stava più lavorando al film su Boba Fett. Nonostante ciò, un film su Boba Fett era ancora tra i piani della Lucasfilm nell'agosto 2017. Tuttavia, dopo il fallimento finanziario del film Solo: A Star Wars Story, la Disney decise di rivedere la sua strategia di produzione cinematografica per la saga di Guerre stellari. Ad ottobre 2018, fu riportato che il film su Boba Fett non sarebbe andato avanti e che la Lucasfilm stava invece concentrando le sue risorse sulla serie televisiva di Disney+, The Mandalorian. Pertanto, il progetto del film su Boba Fett è stato accantonato a favore dello sviluppo di contenuti per la suddetta piattaforma streaming.
Nel febbraio 2020, Iger comunicò che si stavano prendendo in considerazione degli spin-off di The Mandalorian e che c'era il potenziale per aggiungere più personaggi tramite una loro serie. A maggio, fu reso noto che Temuera Morrison avrebbe interpretato Boba Fett nella seconda stagione di The Mandalorian. Morrison aveva precedentemente interpretato il padre di Boba, Jango Fett, in Star Wars: Episodio II - L'attacco dei cloni, e aveva fornito la voce di Boba in vari media di Guerre stellari. Prima che il coinvolgimento di Morrison in The Mandalorian fosse confermato, Fett era apparso brevemente nell'episodio Capitolo 5: Il pistolero della prima stagione, accanto al personaggio di Fennec Shand, interpretato da Ming-Na Wen. Morrison fa una breve apparizione nell'episodio Capitolo 9: Lo sceriffo della seconda stagione, prima di essere introdotto definitivamente nell'episodio Capitolo 14: La tragedia.

### Sviluppo
All'inizio di novembre 2020, c'erano speculazioni sulla produzione della terza stagione di The Mandalorian o di una possibile serie spin-off incentrata su Boba Fett. Si pensava che questi progetti potessero iniziare a novembre o all'inizio di dicembre dello stesso anno. Tuttavia, durante l'evento Disney's Investor Day del 10 dicembre 2020, la presidente della Lucasfilm, Kathleen Kennedy, non ha annunciato una serie spin-off specifica su Boba Fett. Invece, sono stati annunciati due spin-off correlati a The Mandalorian: Rangers of the New Republic e Ahsoka. Kennedy ha affermato che queste serie si sviluppano all'interno della stessa linea temporale di The Mandalorian e avrebbero dovuto culminare in un "evento drammatico". Successivamente, Kennedy ha annunciato che il "prossimo capitolo" della storia di The Mandalorian sarebbe stato presentato in anteprima a dicembre 2021.

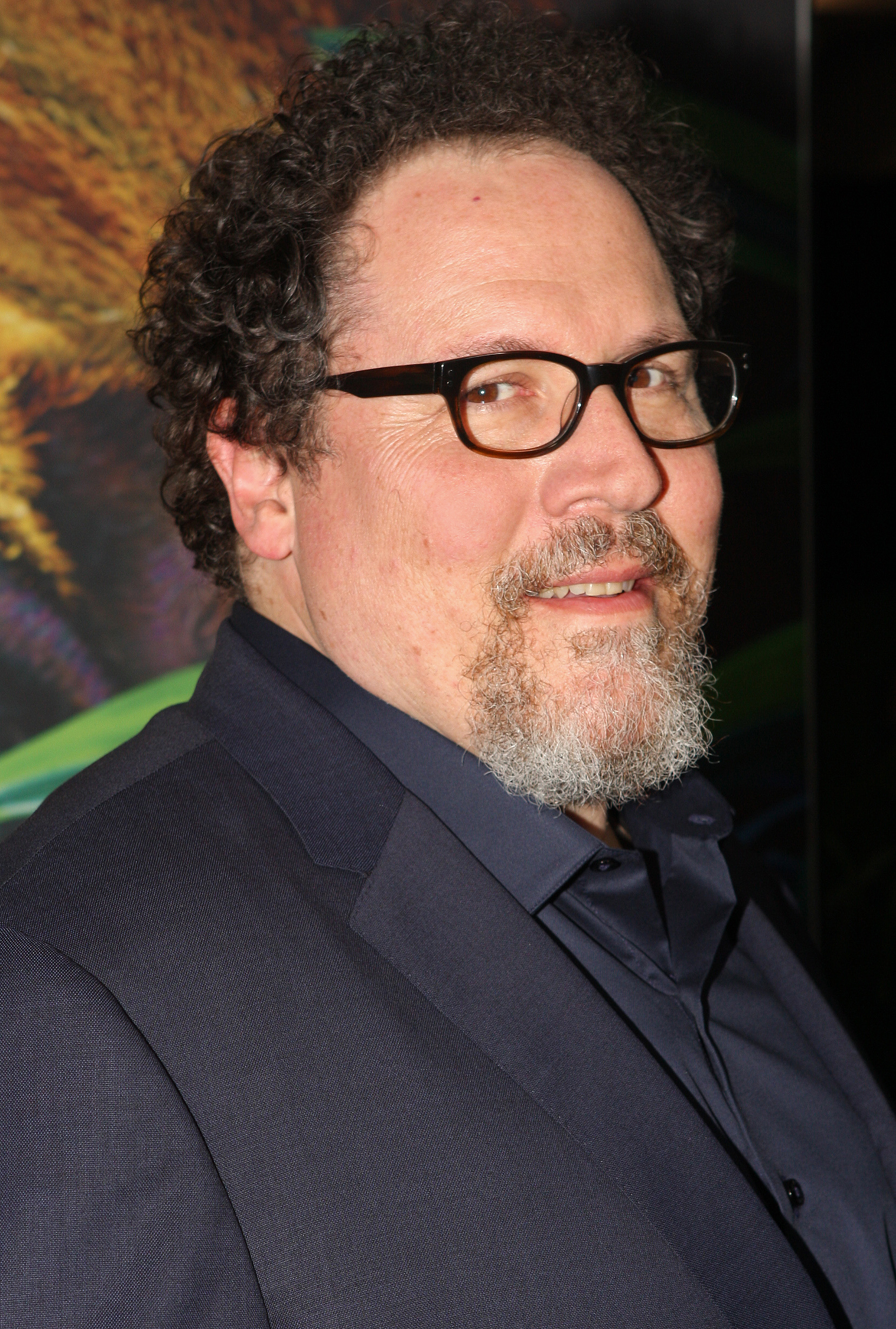
Jon Favreau ha ideato e scritto The Book of Boba Fett

Il finale della seconda stagione di The Mandalorian, l'episodio Capitolo 16: Il salvataggio, presentava una "scena dopo i titoli di coda a sorpresa" che ha annunciato l'uscita di The Book of Boba Fett per il dicembre 2021. Questo ha causato confusione e speculazioni tra i commentatori, alcuni dei quali credevano che The Book of Boba Fett fosse il sottotitolo della terza stagione di The Mandalorian e che la serie si sarebbe concentrata su Boba Fett anziché su Din Djarin. Tuttavia, Jon Favreau, ideatore e showrunner di The Mandalorian, ha presto chiarito che The Book of Boba Fett è una serie a sé stante, separata dalla terza stagione di The Mandalorian. Ha spiegato che l'annuncio dello spin-off non è stato fatto durante l'evento dell'Investor Day perché volevano mantenere la sorpresa per il pubblico alla fine dell'ultimo episodio della seconda stagione. Favreau ha anche confermato che la produzione di The Book of Boba Fett era già iniziata. La serie è prodotta da Dave Filoni, Robert Rodriguez e lo stesso Favreau, quest'ultimo ha scritto tutte le puntate della miniserie e la sesta insieme a Filoni. Come gli altri spin-off correlati, The Book of Boba Fett è ambientato nella stessa linea temporale di The Mandalorian ed è stato descritto come "la stagione 2.5 di The Mandalorian". Durante la produzione, ci si riferiva ad ogni puntata di The Book of Boba Fett come se fosse una terza stagione di The Mandalorian. Ad esempio, la prima puntata è stata indicata come "301" anziché con il tipico "101" per la prima puntata di una serie.

### Cast
La notizia di Sophie Thatcher che si univa al cast di The Mandalorian è stata riportata inizialmente senza specificare in quale serie avrebbe fatto la sua comparsa.
Con l'annuncio ufficiale della serie The Book of Boba Fett nel dicembre 2020, è stato confermato che Temuera Morrison e Ming-Na Wen avrebbero ripreso i loro rispettivi ruoli di Boba Fett e Fennec Shand da The Mandalorian e da altri media precedenti di Guerre Stellari. Prima di questo annuncio, Wen aveva speculato di essere stata ingaggiata come personaggio regolare per la terza stagione di The Mandalorian.
Jennifer Beals è entrata a far parte del cast a novembre 2021 ed ha interpretato un personaggio twi'lek. Sophie Thatcher ha fatto la sua comparsa nella terza puntata della serie nel ruolo di Drash. Il personaggio Krrsantan, un cacciatore di taglie wookiee introdotto nei fumetti di Guerre Stellari della Marvel Comics, appare nella serie interpretato da Carey Jones. Inoltre, Corey Burton riprende il ruolo di doppiatore di Cad Bane dalle serie animate The Clone Wars e The Bad Batch per il debutto del personaggio in live-action.
Anche altri personaggi di The Mandalorian fanno parte anche del cast di The Book of Boba Fett, inclusi Pedro Pascal nel ruolo di Din Djarin/Il Mandaloriano, Emily Swallow nel ruolo de l'Armaiola, Amy Sedaris nel ruolo di Peli Motto, Jon Favreau come doppiatore di Paz Vizsla, Paul Sun-Hyung Lee nel ruolo di Carson Teva, Timothy Olyphant nel ruolo di Cobb Vanth, Grogu, Rosario Dawson nel ruolo di Ahsoka Tano, Mark Hamill nel ruolo di Luke Skywalker e W. Earl Brown nel ruolo del barista Weequay.

### Riprese
Le riprese sono iniziate alla fine di novembre 2020 presso un video wall StageCraft a Los Angeles, precedentemente utilizzato per le prime due stagioni di The Mandalorian. Sul set sono state seguite rigorose linee guida sulla sicurezza relative al COVID-19, con i membri dello staff che indossava mascherine e schermi facciali, e gli attori erano soggetti a test rapidi ogni tre giorni e a test normali una volta alla settimana. I membri del cast e della troupe hanno appreso dopo due settimane di riprese che stavano effettivamente realizzando The Book of Boba Fett piuttosto che la terza stagione di The Mandalorian. Questa notizia è stata una sorpresa per molti, ma ha entusiasmato i fan del personaggio di Boba Fett. La serie è stata diretta da diversi registi, tra cui Robert Rodriguez, che ha diretto tre puntate, e Steph Green, Kevin Tancharoen, Bryce Dallas Howard e Filoni, che hanno diretto le altre puntate. I direttori della fotografia che hanno lavorato nella serie sono Dean Cundey, David Klein e Paul Hughen.
Le riprese si sono concluse l'8 giugno 2021, dopo circa sei mesi di produzione, per lasciare spazio alle riprese della serie Obi-Wan Kenobi nello stesso set a Los Angeles.

### Effetti visivi
Industrial Light & Magic, Ghost VFX, Important Looking Pirates, Hybride e SSVFX hanno fornito gli effetti visivi per la serie.

## Colonna sonora
Alla fine di settembre 2021, iniziarono le sessioni di registrazione della colonna sonora per la serie The Book of Boba Fett, con il compositore Ludwig Göransson che è tornato dopo aver lavorato alla colonna sonora di The Mandalorian. Anche Joseph Shirley, che aveva contribuito alla musica aggiuntiva nella serie precedente, è stato coinvolto nel progetto. Göransson è stato accreditato per la composizione dei temi principali della serie, mentre Shirley è stato accreditato come compositore. Il tema principale di Göransson per la serie è stato pubblicato come singolo in digitale dalla Walt Disney Records il 28 dicembre 2021. È interessante notare che i media svedesi hanno commentato la somiglianza tra il tema di Göransson e la musica composta da Björn Isfält per il film Ronja Rövardotter.
La colonna sonora della serie è stata pubblicata in due volumi separati. Il primo volume, contenente la musica dal Capitolo 1 al Capitolo 4 della serie, è stato pubblicato il 21 gennaio 2022. Il secondo volume, con la musica dal Capitolo 5 al Capitolo 7, è stato pubblicato l'11 febbraio 2022.

### Volume 1 (Capitoli 1-4)
1. Rebirth – 3:16
2. The Stranger – 3:01
3. Normal Day at the Office – 2:41
4. Fear Is a Sure Bet – 3:48
5. Desert Walk – 3:00
6. Boba's Throne – 3:45
7. The Twins – 4:37
8. Stop That Train – 4:06
9. Like a Bantha – 2:02
10. The Ultimate Boon – 5:07
11. Aliit Ori'shya Tal'din – 6:12
12. Road Rage – 4:56
13. The Mod Parlour – 3:04
14. Fennec and Boba – 2:08
15. You Fly, I'll Shoot – 5:34
16. The Families of Mos Espa – 5:33
17. The Book of Boba Fett – 2:55 (Ludwig Göransson)

Durata totale: 65:45

### Volume 2 (Capitoli 5-7)
1. The Underworld – 3:19
2. A Cautionary Tale – 3:12
3. Faster Than a Fathier – 4:58
4. Maiden Voyage – 1:20
5. It’s a Family Affair – 3:47
6. Life Lessons – 3:56
7. A Gift – 2:46
8. Teacher's Pet – 6:25
9. From the Desert Comes a Stranger – 2:19
10. Two Paths Diverged – 2:50
11. In the Name of Honor – 3:24
12. Battle for Mos Espa – 2:30
13. A Town Besieged – 6:46
14. Final Showdown – 4:13
15. Goodnight – 2:32
16. A Town at Peace – 2:21
17. The Reign of Boba Fett – 1:21
18. Hit It Max (“The Book of Boba Fett: Vol. 1 (Chapters 1-4)” Bonus Track) – 2:01
19. Train Heist (“The Book of Boba Fett: Vol. 1 (Chapters 1-4)” Bonus Track) – 6:15
20. The Bonfire (“The Book of Boba Fett: Vol. 1 (Chapters 1-4)” Bonus Track) – 1:41

Durata totale: 67:56

## Promozione
La miniserie è stata annunciata per la prima volta in una scena dopo i titoli di coda nel finale della seconda stagione di The Mandalorian il 18 dicembre 2020. Il titolo e la data sono stati annunciati alla fine della scena.
Il primo trailer è stato pubblicato il 1 novembre 2021, quello in italiano è uscito il giorno seguente.

## Distribuzione
La miniserie, composta da 7 capitoli è stata pubblicata, con cadenza settimanale, su Disney+ dal 29 dicembre 2021 al 9 febbraio 2022.

## Accoglienza

### Critica
Percentuale (%) di gradimentoPuntate50607080901001234567Percentuale di gradimentoAccoglienza critica per puntata del sito Rot...
L'aggregatore di recensioni Rotten Tomatoes ha riportato un punteggio di approvazione del 66% sulla base di 200 recensioni, con una valutazione media di 6,8/10, con il consenso della critica che afferma come The Book of Boba Fett non riesca a soddisfare completamente le aspettative degli appassionati che hanno immaginato le avventure del personaggio per decenni. Sono invece state apprezzate le scenografie spettacolari e l'interpretazione di Temuera Morrison come punti di forza. Metacritic ha assegnato alla miniserie una valutazione media di 59 su 100, basandosi su 19 recensioni critiche, indicando pareri contrastanti o nella media.
Daniel D'Addario di Variety ha elogiato la narrativa, la grafica e le prestazioni. Maggie Lovitt di Collider ha dichiarato che la seconda puntata "ha fornito una delle puntate migliori e più ricche dal punto di vista tematico della televisione di Guerre stellari fino ad oggi". Hannah Flint di IGN ha affermato che senza Morrison nel ruolo di Boba Fett, la serie TV avrebbe potuto essere un totale fallimento, sostenendo che "l'antieroe umano e schietto di Morrison ti tiene caro a Boba". Jesse Hassenger di NME  ha affermato che la serie era davvero la "stagione 2.5 di The Mandalorian" e che "aveva una struttura sconcertante, con flashback mal integrati che si sono fermati bruscamente a metà stagione e un'altrettanto improvvisa deviazione dallo stesso Boba Fett poco dopo". Nick Wanserski di The A.V. Club ha affermato che la serie era "molto guardabile", ma che è finita nello stesso modo in cui è iniziata: "un pasticcio". Lo staff di Ringer ha affermato che l'esclusione di Boba Fett dalle penultime due puntate della miniserie ha avuto un impatto negativo sul finale, elogiando al tempo stesso il collegamento a The Mandalorian (compresa l'apparizione di Grogu) e il debutto in live-action di Cad Bane (esclusa la sua morte); alcuni hanno ritenuto che Boba Fett sia migliore in un ruolo di supporto.
Wanserski ha anche affermato che la scena dell'assalto al treno era "straordinaria", mentre Rohan Nahaar di The Indian Express l'ha criticata. Flint inoltre ha affermato che la decisione di uccidere i Tusken era "ovvia e pigra". La banda di cyborg è stata paragonata negativamente ai Power Rangers. La ricreazione in digitale di Luke è stata considerata un miglioramento rispetto alla sua apparizione in The Mandalorian, ma alcuni considerano l'effetto speciale scoraggiante.

### Pubblico
Il finale di stagione ha avuto il maggior numero di spettatori di una serie originale Disney+ incentrata su Guerre stellari fino ad oggi, con Deadline Hollywood che ha riferito che il finale è stato visto da 1,5 milioni, il 36% in più rispetto al finale della seconda stagione di The Mandalorian.

## Riconoscimenti
- 2022 – Premi della società dell'audio del cinema (Cinema Audio Society Awards)[83]
  - Candidatura per il miglior missaggio del suono per le serie televisive con episodi di mezz'ora a Shawn Holden, Bonnie Wild, Scott R. Lewis, Alan Meyerson e Richard Duarte (anche per il loro lavoro sulla prima puntata)
- 2022 – Premi della gilda dei costumisti (Costume Designers Guild Awards)[84]
  - Miglior serie televisiva di fantascienza/fantasy a Shawna Trpcic, Areayl Cooper, Elissa Alcala, Michael Uwandi, Phillip Boutte, Keith Christensen, Imario Susilo e Julie-Marie Robar
- 2022 – Premi Golden Reel[85]
  - Candidatura per il miglior montaggio sonoro per una miniserie o serie antologica a Matthew Wood, Bonnie Wild, David Acord, David W. Collins, Benjamin A. Burtt, Jonathan Borland, Angela Ang, Ryan Cota, Alyssa Nevarez, Ronni Brown, Andrea Gard, Sean England, Margie O'Malley e Stephanie McNally
- 2022 – Irish Film & Television Awards[86]
  - Candidatura per i migliori effetti visivi a Ed Bruce e Sam Johnston
- 2022 – Hollywood Critics Association TV Awards[87]
  - Candidatura per la miglior attrice in una serie drammatica in streaming (Best Actress in a Streaming Series, Drama) a Ming-Na Wen
- 2022 – Primetime Creative Arts Emmy Award[88]
  - Candidatura per i migliori costumi fantasy/fantascientifici per una serie televisiva a Shawna Trpcic, Julie Robar e Areayl Cooper per la puntata Capitolo 1: Straniero in terra straniera
  - Candidatura per il miglior montaggio sonoro per una serie comica o drammatica con episodi di un'ora a Matthew Wood, Bonnie Wild, David Acord, Angela Ang, Ryan Cota, Benjamin A. Burtt, David Collins, Alyssa Nevarez, Stephanie McNally, Margie O'Malley, Andrea Gard e Sean England per la puntata Capitolo 6: Dal deserto uno sconosciuto
  - Migliori effetti speciali e visivi in una stagione o in un film a Richard Bluff, Abbigail Keller, Paul Kavanagh, Cameron Neilson, Scott R. Fisher, John Rosengrant, Enrico Damm, Robin Hackl e Landis Fields
  - Candidatura per i le migliori controfigure in una serie drammatica, miniserie, serie antologica o in un film a JJ Dashnaw
- 2022 – Premio Saturn[89]
  - Candidatura per la miglior presentazione televisiva in streaming (meno di 10 episodi)
  - Miglior attrice in una serie televisiva in streaming a Ming-Na Wen
- 2022 – Visual Effects Society
  - Candidatura per la miglior ambientazione in un episodio, un progetto commerciale o in tempo reale a Daniel Schmid Leal, Phi Tran, Hasan Ilhan e Steve Wang per l'ambientazione di Mos Espa presente nella puntata Capitolo 7: In nome dell'onore

## Opere derivate

### Disney Gallery: The Book of Boba Fett
Nell'aprile 2022 è stato annunciato un episodio di Disney Gallery per la serie, che è uscito il 4 maggio 2022.